# Futterstraße (Erfurt)

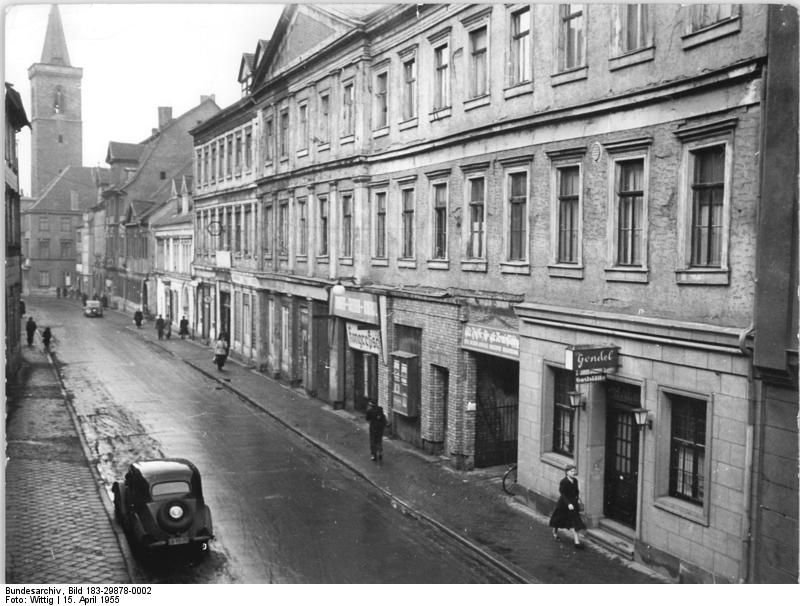
Die Futterstraße mit Kaisersaal und Ägidienkirche im Jahr 1955.

Die Futterstraße liegt in der Erfurter Altstadt. Sie verläuft in West-Ost-Richtung und verbindet den Wenigemarkt mit der Johannesstraße.

## Name und Bedeutung
Die Straße hieß 1321 in platea pabulatorum, 1381 futergasse, 1510 Futtergasse und ab 1826 Futterstraße. Der Name geht zurück auf die Zunft der Futterer, die in dieser Straße wohnten und arbeiteten. Pferdefütterer war ein wichtiger Beruf, sie hatten damals „das Park- und Tank-Problem des Mittelalters“ (und darüber hinaus) zu bewältigen. 100 bis 200 Pferdefuhrwerke mit 200 bis 300 Pferden samt Kutschern waren in der Handelsstadt Erfurt an der Via Regia, der Königsstraße, täglich unterzubringen und zu versorgen. Die Fütterer-Höfe hatten weite und hohe Tore und eine große Tiefe für Stellplätze, Ställe und Scheunen. Man konnte als Hofbesitzer reich werden, wovon eine Reihe von stattlichen Patrizierhäusern aus der Zeit der Spätgotik, der Renaissance und des Barock in der Futterstraße zeugt. Sie waren zeit- und teilweise auch Waid- und Biereigen-Höfe.

## Bebauung
Vom Wenigemarkt ausgehend auf der rechten Straßenseite findet man:
- Das neue Hotel am Kaisersaal. Es steht an der Stelle des 1944 bei einem Bombenangriff zerstörten Hotels König von Preussen.

Vor der Einmündung der Futterstraße (Nr. 2) in die Johannesstraße liegt das spätgotische Haus Zum Grossen und Kleinen Rebstock von 1451. Der Ratsherr Otto Ziegler hatte aus dem „Heiligen Land“ einen Rebstock mitgebracht, angeblich ein Abkömmling der wunderbaren Reben des Landes Kanaan. Das Haus erhielt in den 1990er Jahren wieder sein hohes Dach mit Zinnenbekrönung. Es wurde in den Komplex des Hotels Mercure (in der Meienbergstraße) mit einbezogen.
Vom Wenigemarkt ausgehend auf der linken Straßenseite liegen:
- Das Patrizierhaus Würzgarten und Aron (Nr. 12) aus der Zeit des Barock mit Mittelrisalit. Das Wappen über der Tür stammt von der alteingesessenen Familie Honcamp.

- Das Patrizierhaus Gekrönter Löwe und Kleiner Wachsberg (Nr. 13/13a) von 1754 aus der Zeit des Barock, mit Mittelrisalit, barockem Treppenhaus und kleinem Emporensaal. Das Haus hat einen klassizistischen Seitenflügel und mittelalterliche Keller.

- Der Kaisersaal, ein traditionsreiches Kultur- und Kongreß-Zentrum. Es entstand Anfang des 18. Jahrhunderts als Ballhaus der Universität und diente auch als Stadttheater. Die heutige klassizistische Fassade stammt von einem Umbau 1831, das heutige prächtige Innere von 1991 bis 1994. Ab 1982 war das damalige Klubhaus des Büromaschinenwerks Optima Erfurt aus baulichen Gründen geschlossen. Seinen Namen führt der Kaisersaal seit der Reichseinigung 1871, er bezieht sich auf Kaiser Wilhelm I. Zur DDR-Zeit war er Gedenkstätte Erfurter Parteitag 1891 (der SPD).